# MOL liga 2012/2013
Sezóna 2012/2013 byla 5. sezónou MOL ligy. Mistrem se stal tým Dunaújvárosi Acélbikák.

## Základní část
| Vysvětlivka            |
| ---------------------- |
| Postupující do playoff |

| Poř. | Tým                    | Z  | V  | VP | PP | P  | VG  | OG  | B   |
| ---- | ---------------------- | -- | -- | -- | -- | -- | --- | --- | --- |
| 1.   | Dunaújvárosi Acélbikák | 48 | 32 | 4  | 2  | 10 | 204 | 116 | 106 |
| 2.   | Miskolci JJSE          | 48 | 27 | 3  | 4  | 14 | 210 | 135 | 91  |
| 3.   | HSC Csíkszereda        | 48 | 25 | 3  | 5  | 15 | 155 | 140 | 86  |
| 4.   | HC Nové Zámky          | 48 | 26 | 3  | 1  | 18 | 163 | 137 | 85  |
| 5.   | SCM Brašov             | 48 | 24 | 5  | 3  | 16 | 175 | 135 | 85  |
| 6.   | Ferencváros TC         | 48 | 6  | 5  | 3  | 34 | 118 | 211 | 31  |
| 7.   | Újpesti TE             | 48 | 3  | 2  | 7  | 36 | 87  | 238 | 20  |

## Play off

### Semifinále
- Dunaújvárosi Acélbikák – Miskolci JJS 3:1 na zápasy (7:2, 2:4, 4:1, 2:1 PP)
- HSC Csíkszereda – Ice Tigers Nové Zámky 3:0 na zápasy (5:3, 7:0, 4:1)

### Finále
- Dunaújvárosi Acélbikák – HSC Csíkszereda 4:2 na zápasy (2:0, 1:3, 4:3 PP, 3:2 PP, 1:2 PP, 4:0)